# Universális Könyvtár
Az Universális Könyvtár 20. század eleji magyar szépirodalmi könyvsorozat. A Singer és Wolfner Irodalmi Intézet Rt. gondozásában Budapesten évszámjelzés nélkül – 1905-től – megjelent kötetek ma már ritkaságnak számítanak, ezért a sorozat elemeinek összegyűjtése igen nehéz. A következő kötetekről lehet tudni, hogy biztos részei voltak a sorozatnak:
- Bársony István: Titkos veszedelmek
- B. M. Croker: Asszony a bakon
- Richard Harding Davis: Szerencse katonái
- Heimburg W.: Öreg barátnőm I–II.
- Krúdy Gyula: Andráscsik örököse
- Lagerlöf Zelma: Szent Veronika zsebkendője
- Malonyay Dezső: A Csák nemzetség
- Thomas Mann: Királyi fenség I–II.
- Henry Seton Merriman: A rózsaszinü levél
- Burton E. Stevenson: A Holladay eset
- Hanns von Zobeltitz: A spártai nagynéne
- Váradi Antal: Szent Agata levelei
- Werner Gyula: Forgách Simon. Rákóczi korabeli regény I–II.